# Ahmed Kantari
Ahmed Kantari (ur. 28 czerwca 1985 w Blois) – piłkarz marokański grający na pozycji środkowego obrońcy. Od 2016 roku jest zawodnikiem klubu Valenciennes FC. Posiada także obywatelstwo francuskie.

## Kariera klubowa
Karierę piłkarską Kantari rozpoczął w klubie Blois Foot 41. Następnie podjął treningi w Paris Saint-Germain. W 2003 roku został zawodnikiem rezerw paryskiego klubu i przez trzy sezony występował w nich w czwartej lidze.
W 2006 roku Kantari odszedł do drugoligowego RC Strasbourg. Swój debiut w Strasbourgu zanotował 28 lipca 2006 przeciwko Dijon FCO (0:0). W pierwszym zespole Strasbourga rozegrał 8 meczów, a grał również w rezerwach tego klubu.
Na początku 2008 roku Kantari przeszedł do Stade Brestois 29. W barwach Stade Brestois zadebiutował 25 stycznia 2008 w zremisowanym 1:1 domowym meczu z Clermont Foot. W 2010 roku awansował ze Stade Brestois do Ligue 1.
W 2013 roku podpisał z pierwszoligowym RC Lens. W 2015 roku grał w Toronto FC, a w 2016 przeszedł do Valenciennes FC.
| Sezon   | Klub                  | Kraj    | Rozgrywki | Mecze | Bramki | Rozgrywki Europy | Mecze | Bramki |
| ------- | --------------------- | ------- | --------- | ----- | ------ | ---------------- | ----- | ------ |
| 2003/04 | Paris Saint-Germain B | Francja | CFA       | 17    | 0      | -                | -     | -      |
| 2004/05 | Paris Saint-Germain B | Francja | CFA       | 25    | 2      | -                | -     | -      |
| 2005/06 | Paris Saint-Germain B | Francja | CFA       | 22    | 3      | -                | -     | -      |
| 2006/07 | RC Strasbourg         | Francja | Ligue 2   | 8     | 0      | -                | -     | -      |
| 2006/07 | RC Strasbourg B       | Francja | CFA       | 12    | 1      | -                | -     | -      |
| 2007/08 | RC Strasbourg B       | Francja | CFA       | 8     | 0      | -                | -     | -      |
| 2008/09 | Stade Brestois 29     | Francja | Ligue 2   | 17    | 0      | -                | -     | -      |
| 2008/09 | Stade Brestois 29     | Francja | Ligue 2   | 26    | 2      | -                | -     | -      |
| 2009/10 | Stade Brestois 29     | Francja | Ligue 2   | 35    | 1      | -                | -     | -      |
| 2010/11 | Stade Brestois 29     | Francja | Ligue 1   | 32    | 0      | -                | -     | -      |
| 2011/12 | Stade Brestois 29     | Francja | Ligue 1   | 12    | 0      | -                | -     | -      |
| 2012/13 | Stade Brestois 29     | Francja | Ligue 1   | 29    | 1      | -                | -     | -      |
| 2013/14 | RC Lens               | Francja | Ligue 2   | 28    | 1      | -                | -     | -      |
| 2014/15 | RC Lens               | Francja | Ligue 1   | 31    | 1      | -                | -     | -      |
| 2015    | Toronto FC            | Kanada  | MLS       | 12    | 0      | -                | -     | -      |
| 2016/17 | Valenciennes FC       | Francja | Ligue 2   | 26    | 0      | -                | -     | -      |
| 2017/18 | Valenciennes FC       | Francja | Ligue 2   | 0     | 0      | -                | -     | -      |

Stan na: koniec sezonu 2017/2018

## Kariera reprezentacyjna
W reprezentacji Maroka Kantari zadebiutował w 2005 roku. W tym samym roku zagrał z kadrą U-20 na Mistrzostwach Świata U-20. W 2012 roku został powołany do kadry na Puchar Narodów Afryki 2012.